# Roda de Mieza
La Roda de Mieza fue una subdivisión del Partido de Ledesma en el Antiguo Régimen. Su capital era el pueblo de Mieza si bien el núcleo históricamente más poblado de esta Roda durante su existencia fue el de Guadramiro.

## Censo delsigloXVI
En el censo que en el siglo XVI se hizo de la Corona la relación de vecindad en los pueblos de la Roda de Mieza era la siguiente:
Ordenada de mayor a menor la relación de núcleos de población por número de vecinos sería la siguiente:
- Guadramiro 136 vecinos
- Mieza 128 vecinos
- Encina sola 54 vecinos
- Villas buenas 25 vecinos
- Cerezal 24 vecinos
- Gema 18 vecinos
- Barceíno 16 vecinos
- Milano 15 vecinos
- Barreras 14 vecinos
- Barceo 13 vecinos
- La Zarza 10 vecinos
- Picones 8 vecinos
- Robledo 6 vecinos
- Val de Rodrigo 6 vecinos

En total la Roda de Mieza contaba con 473 vecinos, de los que más de la mitad se repartían entre Guadramiro y Mieza.

## sigloXVIII
La Roda de Mieza, que ocupaba el territorio entre el bajo Yeltes y el Duero, comprendía:
Cinco villas exentas de la real jurisdicción ordinaria de la capital de partido:
- Aldeadávila
- Barruecopardo
- Saldeana
- Saucelle
- Vilvestre

Veintidós lugares:
- Guadramiro, Mieza, Masueco, La Zarza de Pumareda, Encinasola de los Comendadores, Cabeza del Caballo, Valsalabroso, Corporario, Fuentes de Masueco, Valderrodrigo, La Vidola, Villasbuenas, El Milano, Barreras, Picones, Barceo, Gema, Barceino, Las Uces, Villar de Ciervos, y Cerezal de Peñahorcada.

Y un despoblado:
- Robledino de Santo Domingo.